# クレマン・アデール

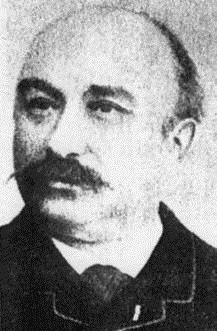
クレマン・アデール（1891年）

クレマン・アニェス・アデール（Clément Agnès Ader、1841年4月2日 - 1925年3月5日）はフランスの発明家。オート＝ガロンヌ県ミュレ（Muret）生まれ。19世紀末に蒸気機関を積んだ飛行機「エオール」と「アヴィオン」を製作。これらはエンジンは優秀であったが、わずかな浮上にしか成功しなかった。

## 発明家として
アデールは電気工学と機械工学においていくつもの新領域を刷新した。彼は元来は電気工学を専門としていた人物で、1878年には電話（グレアム・ベルによって作られたもの）を改良している。彼はベルの電話を洗練し、1880年にはパリで最初の電話網を作り上げた。1881年、「テアトロフォーン」（"Théâtrophone"）を発明。これは（劇場から加入者の家に）オペラの音声を配信するシステムで、二つの電話回路により史上初のステレオ放送を実現していた。1903年にはパリ＝マドリッド・ラリー向けにV型8気筒エンジンを考案、3ないし4基を製作するが、販売はならなかった。

## 航空機の開発

### エオール

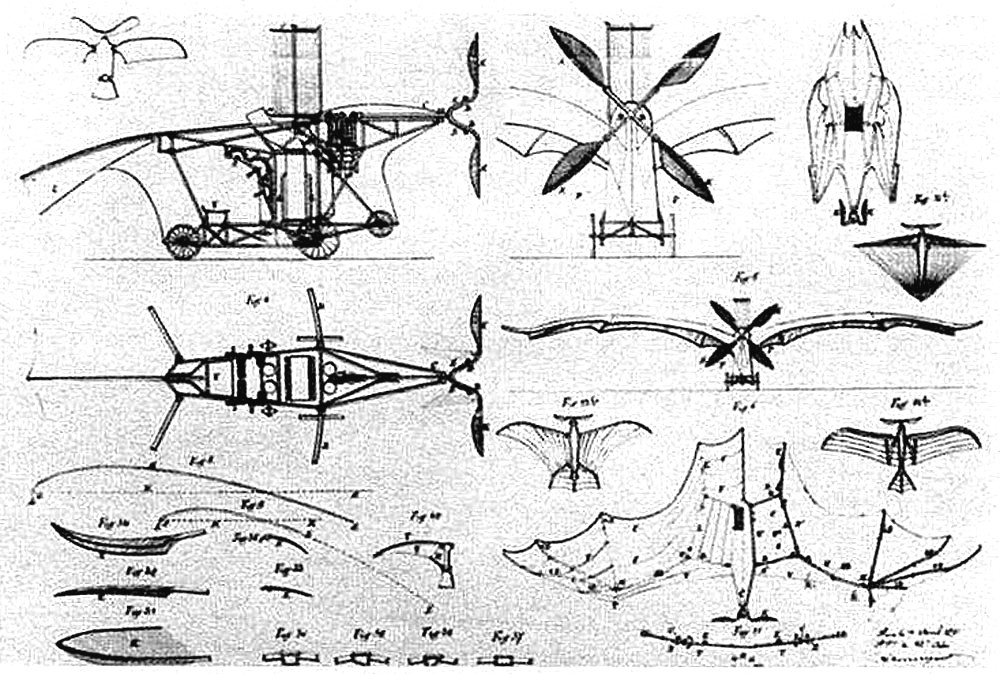
特許出願書の図版におけるエオール号

電気工学分野での活動の後、アデールは重航空機による飛行という問題に転向した。そして死ぬまで、多くの時間と金銭をこの問題に費やした。鳥の飛行を研究したルイ・ピエール・ムイヤール（Louis Pierre Mouillard, 1834 - 1837）の知見を基に、アデールは1886年に彼としては最初の飛行機械、エオール号（Éole）を製作した。エオールはコウモリのような格好をした単葉機で、4気筒・20馬力の蒸気機関で四枚羽のプロペラを駆動した。機関はアデール自身の発明品で、出力1馬力あたりに対する重量は7ポンド（1ワットあたり4グラム）という極めて軽量なものであった。主翼は翼幅14ヤードで、変形するシステムを備えていた。総重量は650ポンド（300kg）であった。1890年10月9日、アデールはエオールで飛行を試み、約20cmの高度で約50メートルの距離を飛んだ。これはライト兄弟のライト・フライヤー号に先立つこと13年、史上初の、補助なしの動力離陸であった（先行の実験家モジャイスキー、デュ・タンプルは斜面やジャンプ台を利用）が、偶発的なもので、操縦も不能であった。
なお Éole（エオール）は風神アイオロスのフランス語形。

### アヴィオン
その後アデールはアヴィオンII号（別名ゼピュロスまたはエオールIIとも）という飛行機の製作に着手した。多くの資料は、その作業が完遂されず次機アヴィオンIII号の製作のために放棄された、という説を採っている。ただし、後年、アデールは自分が1892年8月にサトリ（Satory）でアヴィオンII号によって200ヤードの飛行をしていた、と主張した。

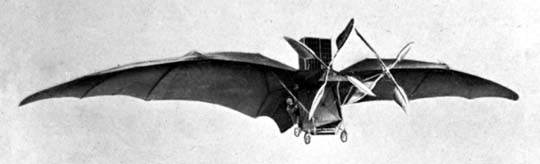
アヴィオンIII（1897年の写真）

アデールの研究成果は陸軍省長官シャルル・ド・フレシネの興味を惹いた。フランス陸軍省の支援を受け、アデールはアヴィオンIII号を開発した。それはリンネルと木で出来た巨大なコウモリのような機体で、翼幅は16ヤード、四枚羽の牽引式プロペラ二つを、30馬力の蒸気機関二つで駆動した。地上滑走テストを充分に行なった後、アデールはサトリで飛行を試みた（1897年10月14日）。目撃者の中には、アヴィオンが前進し、空に向けて飛び立ち、そして（公式な就役の前には）300ヤード以上を飛行したと断言する者もいる一方、アヴィオンIII号は離陸すらしないうちに壊れたと断言する者もいる。いずれにせよ、軍はこの試験に失望して資金援助を打ち切った（とはいえ結果を機密のままに保持はした）。ライト兄弟が飛行を成し遂げた後、フランス政府はアデールの飛行に関する情報を、成功していたものとして公開した。
なお「飛行機」を意味するフランス語 avion （アヴィオン）は、彼の試作機に由来する。

## "L'Aviation Militaire"
"L'Aviation Militaire"（軍事航空）はクレマン・アデールが1909年にパリの出版社Berger-Levraultから刊行した書籍である。この本はアデールが19世紀の末に案出し1907年までかけて改良を重ねた考えに基づいている。非常な人気を得た本で、刊行から第一次世界大戦までの5年の間に十の版を重ねた。
航空母艦のコンセプトを示し、注目を集めた。アメリカが艦上から飛行機を離陸させることに成功した（1910年）のは、パリの大使館付き海軍武官が本国に"L'Aviation Militaire"の報告を送った一年後のことであった。
2003年には"Military Aviation"の題で英訳がなされている。

## 晩年

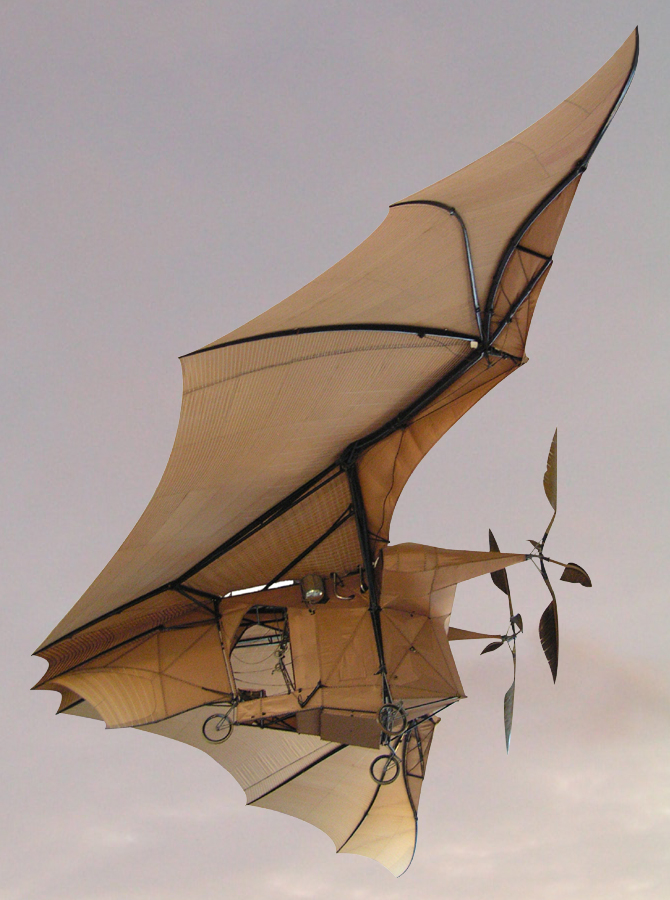
アヴィオンIII号

全てを放棄して公衆の前から消えた「航空の父」は、晩年トゥールーズ郊外でブドウ園を経営した。1922年にレジオンドヌール勲章を受賞し、1926年にトゥールーズで生涯を閉じた。
彼のアヴィオンは現在に至るまでパリ工芸博物館に展示されている。フランス以外の航空史研究者には、アデールの飛行が全て墜落で終わったとして、またアデールが晩年に自分の成果を誇張したとして、航空史における彼の高評価に異議を唱える者もいる。しかしながら、エオールによる1890年10月9日の飛行に関しては比較的反論が少なく、アデールは今なおその業績で評価されている。1938年、フランスはアデールの名誉を称える切手を発行している。またトゥールーズに集まるエアバスの一機に、彼の名が冠されている。

## 主要参考資料
- 根元智『パイオニア飛行機ものがたり』オーム社、1996年、ISBN 4-274-02314-1